# Michael Chacón
Michael Steven Chacón Ibargüen (Palmira, 11 april 1994) is een Nederlands-Colombiaaans voetballer die bij voorkeur als middenvelder speelt. 

## Clubcarrière

### FC Dordrecht
In de zomer van 2015 maakte hij de overstap van de jeugd van sc Heerenveen naar FC Dordrecht. 

### FC Emmen
Na zijn periode in Dordrecht vertrok Chacon transfervrij naar FC Emmen. Met FC Emmen wist hij te promoveren naar de Eredivisie in 2018. 

### Atlético Nacional
In januari 2021 vertrok hij naar de Colombiaanse voetbalclub Atlético Nacional. 

### Excelsior
Het avontuur in Colombia duurde niet lang, want 6 maanden na zijn aankomst vertrok Chacón alweer uit Zuid-Amerika. In augustus 2021 tekende hij bij Excelsior Rotterdam.

### Helmond Sport
Op 31 augustus 2022 werd Chacón verhuurd aan Helmond Sport.

## Clubstatistieken
| Seizoen                         | Club                | Competitie     | Competitie | Competitie | Beker | Beker | Overig | Overig | Totaal | Totaal |
| Seizoen                         | Club                | Competitie     | Wed.       | Dlp.       | Wed.  | Dlp.  | Wed.   | Dlp.   | Wed.   | Dlp.   |
| ------------------------------- | ------------------- | -------------- | ---------- | ---------- | ----- | ----- | ------ | ------ | ------ | ------ |
| 2015/16                         | FC Dordrecht        | Eerste divisie | 30         | 0          | 2     | 1     | 0      | 0      | 32     | 1      |
| 2016/17                         | FC Dordrecht        | Eerste divisie | 21         | 4          | 1     | 0     | 0      | 0      | 22     | 4      |
| 2017/18                         | FC Emmen            | Eerste divisie | 29         | 0          | 1     | 0     | 4      | 1      | 34     | 1      |
| 2018/19                         | FC Emmen            | Eredivisie     | 31         | 2          | 1     | 0     |        |        | 32     | 2      |
| 2019/20                         | FC Emmen            | Eredivisie     | 24         | 0          | 1     | 1     |        |        | 25     | 1      |
| 2020/21                         | FC Emmen            | Eredivisie     | 11         | 0          | 2     | 0     |        |        | 13     | 0      |
| 2020/21                         | Atlético Nacional   | Primera A      | 7          | 1          | 0     | 0     | 3      | 0      | 10     | 1      |
| 2021/22                         | Excelsior Rotterdam | Eerste divisie | 28         | 1          | 2     | 0     | 4      | 0      | 34     | 1      |
| 2022/23                         | Excelsior Rotterdam | Eredivisie     | 0          | 0          | 0     | 0     | 0      | 0      | 0      | 0      |
| 2022/23                         | → Helmond Sport     | Eerste divisie | 0          | 0          | 0     | 0     | 0      | 0      | 0      | 0      |
| Carrièretotaal                  | Carrièretotaal      | Carrièretotaal | 181        | 7          | 10    | 2     | 11     | 1      | 202    | 11     |
| Bijgewerkt t/m 31 augustus 2022 |                     |                |            |            |       |       |        |        |        |        |

## Erelijst
| Promotie Eredivisie na play-offs | 1x | 2017/18 |

### MetNederlands elftal onder 17
| Europa                 |    |      |
| Europees Kampioenschap | 1x | 2011 |